# كارلهاينز فورستر
كارلهاينز فورستر (بالفرنسية: Karl-Heinz Förster)‏ ، من مواليد 25 يوليو 1958 ، لاعب كرة قدم ألماني سابق.
لعب مع منتخب ألمانيا لكرة القدم.

## مسيرته الكروية
لعب كارلهاينز فورستر خلال مسيرته الاحترافية مع ناديين في خمسة عشر موسمًا وسجل خلالها 28 هدفًا ضمن 414 مباراة. حيث فاز في موسم واحد بالكأس وفي ثلاثة مواسم بالدوري.
خاض كارلهاينز فورستر مسيرته مع نادي شتوتغارت في موسم 1975–76 ليلعب معه أحد عشر موسمًا، مشاركًا في 311 مباراة سجل خلالها 22 هدفًا. ثم انتقل إلى نادي أولمبيك مارسيليا في موسم 1986–87 ليلعب معه أربعة مواسم، حيث شارك في 103 مباراة سجل خلالها 6 أهداف.

## روابط خارجية
- كارلهاينز فورستر على موقع الاتحاد الدولي (مؤرشف)  (الإنجليزية)
- كارلهاينز فورستر على موقع الاتحاد الأوربي (الإنجليزية)
- كارلهاينز فورستر على موقع قاعدة بيانات كرة القدم.إي يو (الإنجليزية)
- كارلهاينز فورستر على موقع بيانات كرة القدم. دي إي (الألمانية)
- كارلهاينز فورستر على موقع ليكيب (الفرنسية)
- كارلهاينز فورستر على موقع ناشيونال فوتبول تيمز (الإنجليزية)
- كارلهاينز فورستر على موقع عالم كرة القدم.نت (الإنجليزية)